# 하드볼 (영화)
하드볼(Hard Ball)은 독일에서 제작된 브라이언 로빈스 감독의 2001년 드라마 영화이다. 키아누 리브스 등이 주연으로 출연하였고 브라이언 로빈스 등이 제작에 참여하였다.

## 출연

### 주연
- 키아누 리브스
- 다이안 레인

### 조연
- 존 호키스
- 브라이언 헌
- 줄리안 그리피스
- 마이클 B. 조던
- 재클린 윌리엄스
- 프리먼 코피
- 디비 스위니
- 안드레 모간
- 마크 로버트 엘리스
- 그레이엄 백켈
- 폴 터너
- 마이크 맥글론
- 콰메 아모쿠
- 빈스 그린
- 마크 마르골리스
- 톰 밀라노비치
- 스티븐 치나브로
- 애덤 토메이
- 새미 소사
- 스티브 애봇
- 존 안톤
- 마이클 밀리

## 제작진
- 조감독: 에릭 A. 팟
- 조감독: 벤자민 로젠버그
- 미술: 제이메스 힌클
- 세트: 트리시아 슈나이더
- 의상: 프랜신 제이미슨 탠척
- 분장부문: 데보라 K. 디
- 분장부문: 피터 롭-킹
- 배역: 마시 리로프
- 프로덕션매니저: 알레그라 그렉
- 프로덕션매니저: 허브 게인즈